# Printer Command Language
PCL är en förkortning som utläses Printer Command Language (engelska för skrivarkontrollspråk). Språket används i många av HP:s laserskrivare och bläckskrivare. PCL 5 och senare versioner stödjer den skalbara fontteknik som kallas intelli-fonter.